# 英雄傳說 閃之軌跡
《英雄傳說 閃之軌跡》是日本遊戲公司Falcom製作的角色扮演遊戲。
本作為英雄傳說系列作品的第八代，也是該系列第三期軌跡系列的第三系列作。目前包含了2013年推出的《英雄傳說 閃之軌跡》、2014年推出的《英雄傳說 閃之軌跡II》、2017年推出的《英雄傳說 閃之軌跡III》以及於2018年推出的《英雄傳說 閃之軌跡IV -THE END OF SAGA-》四部作品。
- 2013年，《英雄傳說 閃之軌跡》榮獲2013日本遊戲大獎未來部門獎[3]、PlayStation Awards 2013玩家最愛大獎[4]。

- 2014年，《英雄傳說 閃之軌跡II》日文版與中文版同步發售[5][6][7]；同年榮獲PlayStation Awards 2014玩家最愛大獎。

- 2017年9月28日發售《英雄傳說 閃之軌跡III》。

- 2018年9月27日發售《英雄傳說 閃之軌跡IV -THE END OF SAGA-》。

- 2021年3月9日宣布系列動畫化[8]，內容為諾森比亞共和國篇的《英雄傳說 閃之軌跡 北方戰役》，2023年1月8日播放[9]。

相關作品簡稱
| 《空》   | ：英雄傳說 空之軌跡                     |
| 《零》   | ：英雄傳說 零之軌跡                     |
| 《碧》   | ：英雄傳說 碧之軌跡                     |
| 《閃》   | ：英雄傳說 閃之軌跡系列作品的統稱       |
| 《閃1》  | ：英雄傳說 閃之軌跡                     |
| 《閃2》  | ：英雄傳說 閃之軌跡II                   |
| 《閃NW》 | ：英雄傳說 閃之軌跡 北方戰役            |
| 《閃3》  | ：英雄傳說 閃之軌跡III                  |
| 《閃4》  | ：英雄傳說 閃之軌跡IV -THE END OF SAGA- |
| 《創》   | ：英雄傳說 創之軌跡                     |

## 概要
延續《英雄傳說 軌跡系列》的「導力科技」世界觀。《英雄傳說 閃之軌跡》以塞姆利亞大陸西部的軍事大國埃雷波尼亞帝國作為舞台。描述托爾茲軍官學院特科班「VII班」的年輕主角群們，親身經歷在革新派與傳統貴族勢力兩方的明爭暗鬥下面臨內亂的祖國各地風情。並竭力的想在這個劇烈變動的帝國，甚至是世界歷史的轉捩點中努力開拓屬於自己的嶄新道路的故事。
新作標題中，「閃」一字含有劍光一閃斬斷黑暗的概念，也有陷入內亂的帝國戰火閃爍燃燒的意象。
本系列故事時間軸大致與英雄傳說VII平行進展（《閃1》開始略晚於《零》，《閃2》結束略晚於《碧》）。
詳細時間軸請參考英雄傳說 軌跡系列用語列表 系列作時間軸
- 軌跡系列截至前作《碧》為止，在華語圈以及北美地都是由各國代理商全權負責移植發行當地語言版本。但在《閃1》開始Falcom以「本社首次向亞洲進軍」為口號[12]，與索尼電腦娛樂在亞洲地區的子公司簽下合約，親自參與各語言版本的製作與銷售[13]。

- 英文版更名為The Legend of Heroes: Trails of Cold Steel，2017年Xseed Games宣布在Microsoft Windows平台推出Steam英文版。

- 2021年宣布系列動畫化，2023年放送，主角為原創角色。

### 閃之軌跡
2013年9月26日《英雄傳說 閃之軌跡》在PS3和PSV平台推出。為英雄傳說系列第十一部作品，軌跡系列第六部作品，同時也是Falcom第一次開發的雙平台遊戲。主題是「與全部的同伴一起達成某些事」。
- 由於製作時程緊湊且劇情文字量龐大，部分未能加入遊戲中的劇情，以廣播劇的形式收錄[15]。

- 日文PS3版統計銷量約為10萬套[16]，日文PSV版統計銷量約為12萬套[17]，總計約22萬套（截至2013年）。

- 2014年台北國際電玩展中，Falcom社長近藤季洋親自宣佈，《閃之軌跡》與《閃之軌跡II》將由台灣索尼電腦娛樂（SCET）代理，推出中文版[6]。韓文版也由韓國索尼電腦娛樂代理。發售後創下了初版遊戲製作量，於兩個禮拜之內在台灣、香港、韓國銷售完畢的紀錄[18]。

### 閃之軌跡II
2014年9月25日《英雄傳說 閃之軌跡II》於PS3和PSV平台推出。為英雄傳說系列第十二部，軌跡系列第七部作品。同時也是軌跡系列十周年的紀念作。
- 繁簡中文、韓文版與日文版同步發售，這也是軌跡系列同步發售多國語言的第一部遊戲作品[6]。

- 整部遊戲中可控角色多達20人，超越了第三作《英雄傳說 空之軌跡 the 3rd》的16人紀錄。

- 故事章節首次採用「部」而非之前慣用的章，並以外傳形式收錄了前作英雄傳說VII《零》、《碧》的部份後續故事，將可以操控前作主角搜查官羅伊德以及女主角之一的莉夏，在克洛斯貝爾被佔領的時空背景下進行遊戲。

### 閃之軌跡III
2016年12月官方宣佈本作將於2017年秋季首度獨佔發售於PS4平台，於2017年9月28日發售。中文版於2018年11月1日發售。

### 閃之軌跡IV -THE END OF SAGA-
2017年12月20日宣布將於2018年秋季發售，官方表示此作副標題「-THE END OF SAGA-」代表帝國篇將會在本作完結。
2018年5月24日宣布將於2018年9月27日發售，中文版將於2019年3月7日發售。

## 發表歷史
- 2012年12月14日-Falcom官方網站宣布《英雄傳說 閃之軌跡》將於2013年於PS3與PSV平台發售。
- 2013年 2月 5日-《閃1》官網開啟。
- 2013年 7月 7日-舉辦試玩體驗會「托爾茲軍官學院 校園開放日」。
- 2013年 8月21日-公布主題曲「明日への鼓動」。
- 2013年 9月26日-《英雄傳說 閃之軌跡》發售。
- 2013年12月19日-宣布續作將於2014年發售。
- 2014年 1月25日-續作命名為《英雄傳說 閃之軌跡II》。
- 2014年 1月27日-於2014台北國際電玩展中宣佈《閃1》、《閃2》由SCET代理並發售中文版。
- 2014年 2月14日-《閃2》官網開啟。
- 2015年12月16日-宣布最新續作《閃3》製作決定。
- 2016年12月20日-宣佈《閃3》於2017年秋季發售。
- 2017年 9月27日-《閃3》於日本發售
- 2017年12月20日-宣佈《閃4》於2018年秋季發售。
- 2018年 5月24日-宣佈《閃4》於2018年9月27日發售，且預定推出《閃3》以及《閃4》的中文版。

## 系統
詳細請參考：軌跡系列 系統
本作有別於過去系列作之3D地圖場景，2D人物模式，使用了Sony旗下SCEJ公司所提供的游戏引擎PhyreEngine。場景與人物都以3D構成，是軌跡系列作第一部全3D作品。

### 劇本組成
分為推進遊戲的主要劇情，與不影響主要劇情的支線劇情。
本作中系統中出現了七耀曆的詳細日程，隨著每日所進行的任務而使故事劇情往前推進。
閃
托爾茲軍官學院特科班「VII班」的主角群們，一邊進行學院的各式課程與任務一邊使劇情向前推進。接下的任務全部被記載在學生手冊內。完成任務的報酬包含了獎金和增加AP（Academic Point，學業功績），AP累積到一定程度的話可以提升學業評價等級，從最低等級的「乙七級」至最高等級的「甲零級」，全部共15階段。達成特殊的條件可獲得學院長特別頒發的「獅子心四大章」。
特別實習
類似過往系列作中的主要任務與次要任務。
主角群（各章節間隊伍會有變化）前往帝國各地，在當地解決教官指派的各式課題。有著能使劇情推進的必須任務，以及無關主要劇情的次要任務。
一般授課
在學院教室的課程，教師會在上課中提出問題，回答正確可提升AP。
實戰測驗
在學院內模擬對抗的測驗，會有各式不同的成員搭配與限制條件，達到特定目標的話可提升AP。
每個月測驗一次，結束後教官會公布該月特別實習所要前往的地點。
自由活動日
學院沒有課程的假日，可在學院及城鎮內四處探索。
課外活動
自由行動日時，黎恩會在宿舍信箱收到學院學生會匯集之托利斯塔鎮民或其他學生發出的任務請求。當天可以自由處理這些任務獲得報酬，其中不乏隱藏任務的存在。
羈絆事件
在自由行動日當天會有「羈絆行動點數」，主角黎恩可消費點數，選擇與其他角色互動進行特別劇情（但因點數限制，無法與所有人進行），提升與對象角色的「羈絆點數」。

### 場景
本作完成了真正的3D化，場景視角也可360度自由轉換。取消了全隊四名角色在地圖上移動的慣用模式，改由單一角色進行移動，移動角色可更換為隊伍中的任一人。劇情事件與角色對話的表現上，人物多以3D模組為主，僅有動態語音時以2D頭像對話框的方式呈現。
動態語音（Active voice）
除了在劇情及戰鬥之外，在移動中因應不同的場景，可以聽到隊伍中每位角色對場景變換或事件的對話語音，在畫面上採用2D的頭像。
場景攻擊

和『VII』一樣，在地圖上操作角色從敵人後方接觸可進行先制攻擊；也能在後方進行攻擊動作，成功的話可使敵人暈眩且在一定的時間內限制其行動，此時與之接觸必定成為奇襲攻擊。不過若角色的等級夠高，或是使用特定攻擊屬性夠強的角色也有辦法正面擊暈敵人。此外在場景中也可使人物加速移動。

### 戰鬥
詳細請參考：軌跡系列 戰鬥系統
本作仍沿用《軌跡系列》中以行動順序作為主軸的「AT戰鬥系統」。但與前作最大的不同在於加入了新系統「戰術連結」。
取消了前作中隊伍內的六名角色在戰鬥時，只能選擇固定四名上場參戰，其他兩名支援的限制；在本作中隊伍最多可達七名角色，其他三名可隨時替換場上參戰的四名角色，也能隨時改變戰術連結成員。

### 戰術導力器
詳細請參考：軌跡系列用語列表 戰術導力器
本作使用的新型導力器「ARCUS」與過去系列中的「Enigma」功能大略相似，但有了「戰術連結」這項新功能。

#### 戰術連結
本作獨家新增戰鬥要素－戰術連結，能在戰鬥中將任兩名角色進行連結，對彼此施展各式各樣有利於戰鬥的互助技能。
連結對象可在戰鬥中不限次數進行變更，隨著同伴間的連結等級上升，可以習得更強的連結技能。
攻擊屬性
除過去的七大魔法屬性外，新增了四大攻擊屬性設定，分別為「斬、突、射、剛」。
每位角色各自有擅長的攻擊屬性，敵人隨著種類差異也有各自懼怕的攻擊屬性，在戰鬥中攻擊敵人弱點屬性，一定機率使敵人體勢崩潰後，即可發動連結攻擊。
連結攻擊（Link Attack）
在敵人體勢崩潰後發動的攻擊。
一般發動的是追擊，發動成功後可獲得「Brave Point(ブレイブポイント)」，累積Brave Point後可發動與連結同伴合作攻擊的「Rush(ラッシュ)」，或是與全體成員一起發動攻擊的「Burst(バースト)」。

## 故事
- 閃之軌跡

位於塞姆利亞大陸西部的軍事國家埃雷波尼亞帝國，近年來在迎接導力革命帶來的現代化的同時，國內情勢也因兩股勢力的激烈衝突而逐漸陷入緊張。一方是以大貴族四大名門為核心，以自身的龐大財力組織地方軍隊，竭力捍衛自身傳統既得利益的保守「貴族派」；另一方則是由平民出身的帝國政府首脑——鐵血宰相所領導的新勢力「革新派」。他們以來自帝都和併吞的屬州稅收持續擴張軍備，漸漸剝奪貴族享有的傳統權力。水火不容的兩方間的對立在檯面下漸漸惡化，連皇帝的居中調解也沒有效果，彼此不斷地在帝國各地展開明爭暗鬥。
而位於帝都近郊城市托利斯塔，以培育不受出身束縛之人才為目標而創立的帝國名校「托爾茲軍官學院」，也因貴族派理事和革新派理事彼此的對立日漸加深，使得在校學生們同樣受到了影響。享受著特別待遇但也具備實力的白色制服貴族學生，同樣優秀卻受到輕視而心中不平的綠色制服平民學生，原本就由制服顏色和學生宿舍所區隔的雙方隔閡日深，開始為了一些小事發生衝突。在學業成績、武術訓練或者社團活動上也不斷地擦出火藥味。
七耀曆1204年，地方貴族之子黎恩・舒華澤進入了學院就讀。在雪白的萊諾之花飄散的春天來到托利斯塔的他發現有少數幾位新生和自己一樣，都穿著了不同於其他學生的深紅色制服。隨著開學典禮上學院長威嚴的致詞後，一位年輕的女性教官站上了講台並召集這批穿深紅色制服的學生們，那就是黎恩一行「VII班」充滿刺激波瀾的學院生活之序幕。
- 閃之軌跡II

那一聲槍響，改變了帝國的命運。以鐵血宰相吉利亞斯・奧斯本遭狙擊為開端，貴族派聯軍閃電佔領了帝都海姆達爾。聯軍的巨大飛行戰艦及其搭載的人型機械兵器「機甲兵」的出現，將帝國內的勢力版圖完全改變，席捲帝國全境的「內戰」正式開始了。穩占上風的貴族連合軍面對陷入劣勢但仍奮勇抵抗的帝國正規軍，雙方展開了激烈的交鋒和對峙。被捲入其中的平民百姓們也因不知戰爭何時才能結束，深深地陷入了戰慄與無力感之中。
在兩軍僵持之際，托爾茲軍官學院VII班的黎恩・舒華澤在荒涼的山嶽地帶醒了過來。在他身旁的是隻會說人話的黑貓和灰色的巨大人型兵器。但一起通過了為數眾多的試煉，無可取代的VII班好友們的身影卻不在此處。想起了失去意識之前所聽到的朋友們離別的言語、自己的慟哭和絕望的吶喊，地上同伴們與逐漸逼近的蒼藍身影展開死戰的情景，殘酷且鮮明的在黎恩的腦海內浮現。擔心著眾人的安危，一心只想返回學院的黎恩，全然不顧黑貓的阻攔，也無視灰色的人型兵器，踩著不穩的步伐開始走下山去。而那就是未來他與夥伴們飽經動盪戰亂的日子，以及一切的結束的開始。
- 閃之軌跡III

七耀曆1206年，結束了內戰一年半後的帝國，在這期間擊退共和國的入侵，吞併了克洛斯貝爾自治州，發動北方戰役佔領諾森比亞自治州，領土大幅超過了共和國，一跃成為了大陸最大的國家。另一方面，帝國不断加强中央集權制度，過去由貴族統治的地區出現了混亂和弱化等一系列新的問題。而過去在內戰中暗中行動的神秘結社噬身之蛇、大量的獵兵團與共和國，數個不同的勢力逐漸打破沉默開始行動。
而在這幾場戰事中活躍的黎恩·舒華澤——則成為了被帝國所宣傳的年輕英雄「灰色騎士」。從托爾茲軍官學院畢業的他選擇了作為教官前進的道路， 前往帝都西郊利布斯的托爾茲軍官學院第二分校任教。與本校不同的是，第二分校接收的都是一些有緣由的貴族子女、問題學生、外國學子。也僅僅只有三個班級，而黎恩所任教的是其中的VII班「特務科」。面對逐漸詭譎的帝國局勢，黎恩又能以新人教官的身分帶領學生與過往的夥伴做些什麼呢？
- 閃之軌跡IV -THE END OF SAGA-

「──那麼就此開始吧，黎恩。开始这个讓世界染上絕望，昏暗終末的荒誕神話」
史上最大的軍事國家埃雷波尼亞帝國，以大地之龍耶夢加得的名義開始吞噬世界。這世界也開始用最惡劣最糟糕的手段試圖做最后阻止的努力，而借助此劫數戰火達成宿望的黑之意志，與為了達成計畫不擇手段的蛇群交織於一起。而前作中未能阻止宰相計畫，反而導致詛咒擴散的黎恩·舒華澤，則被囚禁在在昏闇的帝都之底，對無法守護重要的東西，做了無法挽回的事情的自己感到絕望。
「這是只有我們能够完成，所謂的職責不是嗎？」
因為這句話，被磨損的靈魂再次點燃了希望的火焰。超越了身分、立場、國籍的新舊VII班，他們站了出來，為了終結那終焉，他們向前邁步，為了取回光與翼。
「那麼──就讓我們全員見證吧，這個最惡劣，也是最糟糕的，荒誕神話的結局。」

### 章節
閃之軌跡
- 序章 　托爾茲軍官學院
- 第一章 新學期～初次實習～
- 第二章 美麗的翡翠之都
- 第三章 橫越鐵路～蒼穹之大地～
- 第四章 緋之帝都～夏至祭～
- 第五章 開始行動的意志
- 第六章 黑與銀～鋼都動亂～
- 終章 　軍官學院祭，之後——

閃之軌跡II
- 序章 　歸鄉～失意的盡頭～
- 第Ⅰ部 灰色戰記
- 幕間 　白銀巨船
- 第Ⅱ部 紅翼～苏醒的獅子們
- 終章 　只管不斷向前
- 外傳 　佔領下的克洛斯貝爾
- 後日談 冬日的尾聲

閃之軌跡III
- 序章 　春日再臨
- 第一章 再會～白亞的舊都～
- 第二章 矛盾的克洛斯貝爾
- 第三章 鋼之顫動～海都撩亂～
- 第四章 赫奕的海姆達爾
- 終章 　喪鐘為誰而鳴

閃之軌跡IV -THE END OF SAGA-
- 序章 　变革的世界～黑暗的底部
- 第Ⅰ部 VII班的試練
- 断章   折断的剑,然后──
- 第Ⅱ部 宿命的群星
- 第Ⅲ部 狮子之刻～闪光的道路
- 前日譚 至少在此夜起誓
- 最終幕 凋谢之花，焰之尽头
- True End 改变未来，因果之轭

## 世界設定
本作世界觀繼承自《英雄傳說 軌跡系列》，以同一時代的埃雷波尼亞帝國為舞台。在此只介紹本作中曾出現之國家、地區場景。

與軌跡系列各作品的關聯性詳細請參考：軌跡系列用語列表 世界情勢及英雄傳說 軌跡系列用語列表。

### 埃雷波尼亞帝國
埃雷波尼亞帝國（Erebonian Empire）
位於塞姆利亞大陸西部，歷史超過千年的軍事大國。國家政體為以亞諾爾皇族出身的皇帝為國家最高領導人的君主制，但是帝都以外的地區長年由全國大小貴族獨立治理。因此造成中央政令難以貫徹，稅收制度混亂等弊病。特別有勢力的大貴族的領地某種程度上甚至可說是變成了國中之國。
《閃1》中，因在於百日戰爭後上台的帝國政府首長「鐵血宰相」吉利亞斯・奧斯本的銳意革新執政下，在全國鋪設了發達的鐵路網，對內大力推動振興經濟政策。對外則積極併吞小國擴展版圖。一改過去守舊政風重振國力的同時，對周遭國家的威脅也日益增加。但是因宰相不顧反對聲浪執意進行改革而被剝奪既有利益的貴族，驚覺其有意逐步消滅貴族制度。於是以「四大名門」為中心的「貴族派」開始以維護帝國傳統為口號，與宰相領導的「革新派」在國內政商各界明爭暗鬥，雙方對立的緊張關係日益升高，帝國已然瀕臨內戰邊緣。
《閃2》貴族派聯軍與恐怖組織及僱傭的獵兵團，在《碧》中克洛斯貝爾異變事件造成帝國民心惶惶後，趁隙狙殺宰相並發動閃電戰攻下了帝都。讓帝國陷入了比250年前的「獅子戰役」更加慘烈的內戰。
《閃3》結束內戰後的帝國，由取得完全執政權之奧斯本宰相領導，開始積極建立中央集權政府並更加明目張膽的侵吞周邊地區，急速地擴大領土。

#### 帝都海姆達爾
緋之帝都海姆達爾（Heimdallr）
以西塞姆利亞大陸最大規模為豪的都市，人口80萬，建於七耀曆171年。
整個都市都有著緋紅地磚鋪設而成的美麗街道，也存在著許多歷史悠久的建築物。近年受到導力化的影響，在帝國全境鋪設了鐵路網，在市區街道也有地上鐵路，自家用車也開始增加中。
在帝都的北側有皇帝的居所及帝國政府的進駐，壯麗的「巴爾弗萊姆宮」，在中心則有百貨店及歌劇院林立，具有華麗的氣息。但也有像是貧民區的地方，真實展現出了帝國的貧富落差，在帝都地下有橫跨帝都的地道，認為是中古時代的遺物。
近郊都市托利斯塔（Trista）
位於帝都海姆達爾之東，乘橫斷大陸鐵路約20分鐘左右距離的近郊城鎮。
具有歷史但陳舊感不多，是個氣氛舒服的城鎮。北側有黎恩一行人上學的「托爾茲軍官學院」，也因此有做為學生街的機能。
有著「凱安茲書房（ケアンズ書房）」、「托利斯塔車站」、當舖「密希特（ミヒュト）」、「七耀教會托利斯塔禮拜堂」、服飾店「露・莎潔」等商店，除此之外，還存在著放送導力廣播節目的「托利斯塔電台」。

#### 帝國各州及重要城鎮
四大名門（Four Great PrestiGious Noble）
帝國貴族派核心的四個大貴族家族。
傳統保守勢力，領地在帝國東西南北四個大州，有其私人軍隊「領邦軍」。為守護自身的傳統與利益，與革新派彼此間對立。
艾爾巴雷亞公爵領地（Albarea Dukedom）
克魯琴州（The Province of Kreuzen） 
位於帝國東部，四大名門中艾爾巴雷亞公爵所治理的領州。在《閃1》中，領主公爵為了擴充軍備對境內大小城鎮大規模地增稅，引起許多居民的不滿。
翡翠公都巴利亞哈特（Bareahard）
克魯琴州的州都。由VII班尤西斯的老家艾爾巴雷亞公爵家直接管理，總人口約30萬的大都市。是帝國境內有名的貴族城市。也是5月特別實習時VII班A組成員的實習地。
身為國內寶石及毛皮的名產地，有許多優秀工匠在城市南邊的工匠街開店。此外還有貴族街、中央廣場、城市機場、車站前大道、餐廳、裁縫店、七耀教會大聖堂等各式各樣的地區和設施。
奧洛克斯堡壘（Aurochs Fort）
位於巴利亞哈特城市東郊的中世紀巨大堡壘。
《閃1》中，艾爾巴雷亞公爵家對其進行作為現代軍事據點的大規模改建。並為了準備與革新派正面對決，領邦軍也積極地加強軍備。
交易鎮凱爾迪克（Celdic）
位於廣大的穀倉地帶中心，農產品、手工藝品等買賣交易繁盛的商業城鎮。也有大陸橫斷鐵路的運輸車站，每週固定舉辦的大市集相當熱鬧。是1204年4月特別實習時VII班A組成員的實習地。
《閃1》中實習期間因在夜間發生大市集倉庫遭竊的事件，再加上因公爵大幅提高商業營業稅，城鎮內感到不滿的商人日益增加，商業上的糾紛也開始增加。但領邦軍似乎視而不見。
凱恩公爵領地
拉瑪爾州
位於帝國西部，四大名門中凱恩公爵所統治的領州。
海都歐爾迪斯
拉瑪爾州的州都，人口40萬的巨型海港都市，城市規模及人口都高居帝國第二。靠著海洋貿易等途徑，讓凱恩公爵成為富可敵國的帝國頭號大貴族，其領邦軍的軍備甚至可媲美一個小國家。是1204年9月特別實習時VII班B組成員的實習地。
布利歐尼亞島
位於帝國西部的島嶼，以遺跡出名。島嶼內部有隱藏的精靈窟。是6月特別實習時VII班B組成員的實習地。
海恩斯侯爵領地
沙薩蘭特州
位於帝國南部，四大名門中海恩斯侯爵負責治理的領州。
舊都聖特亞克
沙薩蘭特州的州都。是在帝國遷都海姆達爾前的首都城市。雖然不再是國家的政治中心，但仍是帝國境內重要的大城市之一。也是1204年5月特別實習時VII班B組成員的實習地。
帕爾姆市
帝國南部知名的紡織城鎮。靠近帝都邊境和哈梅爾村。內有范德爾是1204年4月特別實習時VII班B組成員的實習地。
羅格納侯爵領地（Rogner Marquisdom）
諾帝亞州（The Province of Nortia）
位於帝國北部，四大名門中羅格納侯爵所管轄的領州。
黑銀鋼都盧雷（Roer）
帝國北部的諾帝亞州的州都。由安潔利卡的老家，羅格納侯爵家直接管理的帝國核心工業技術大城。是1204年9月特別實習時VII班A組成員的實習地。
帝國最大的軍事企業，萊恩福爾特社的總公司就位在城市中心。分層設計並由大型電扶梯聯繫的城市中，有眾多工廠、工房及導力發電機林立。培育國家未來的優秀工程師的盧雷工科大學也座落在城市一角。
在此不斷進出之鐵路憲兵隊與領邦軍不時因管轄權問題發生衝突，貴族派與革新派對立的緊張關係也無可避免地在此顯現。
扎克森鐵礦山（Sachsen Iron Mine）
位於盧雷東北的巨大鐵礦山，支持帝國經濟200年以上的重要工業命脈。
其出產的鐵礦是帝國近代工業化的重要基礎。為此特別將其所有權劃為帝國皇室直轄，並交由萊恩福爾特公司與諾帝亞州共同管理。開採出來的鐵礦會先就近在煉鋼廠煉成鋼鐵，再藉由鐵路網運送到帝國各地。
地方貴族（Local Noble）
在四大名門的四大州境內或周邊，統領著小領地的貴族。
亞爾賽德子爵領地（Arseid Viscounty）
湖畔之鎮雷格拉姆（Legram）
位於巴利亞哈特西南方，緊鄰艾貝爾湖的湖畔之鎮。雖隸屬於克魯琴州，但在性格自由豁達的領主亞爾賽德子爵的治理下，依舊保有其獨立自主的生活步調。有能通往南部沙薩蘭特州的水上定期船營運。是1204年8月特別實習時VII班A組成員的第一實習地。
因為鄰近艾貝爾湖，所以天候時常會起霧。雖然面積不大，但是一個充滿自然風光美景，吸引許多人來此度假的嫻靜城鎮。此外也有許多習武之人為了精進自身武藝而造訪武術名門，亞爾賽德流當家子爵「光之劍匠」的所開設的「練武場」。
也是個還保留著帝國古老精靈信仰，流傳著許多精靈及妖精、魔物等傳說，帶給人神秘美感的城鎮。其中最有名的就是有關在250年前獅子戰役中的傳奇人物「槍之聖女桑德羅特」的傳說。
羅恩格林城（Lohengrin Castle）
聳立於與子爵府相遙望，艾貝爾湖一角的高聳山壁上的壯麗神祕古城。據說就是當年聖女桑德羅特率領的「鐵騎隊」的根據地。
在聖女謎一般的猝逝後，德萊凱爾斯大帝將其交託給鐵騎隊的副隊長，即現今亞爾賽德子爵家負責管理目前已化為廢墟的古城。
雖然早已多年無人居住，但在雷格拉姆當地，長年來都盛傳著聖女之英靈會在明月之夜現身在城中的民間傳說。
舒華澤男爵領地
溫泉鄉悠米爾（Yumir）
位於帝國北部，由VII班黎恩的老家，舒華澤男爵治理的領地。是《閃1》廣播劇「歸鄉〜迷惘的盡頭〜」的故事舞台及《閃2》中故事前期VII班的根據地及中後期重大行動後之休息站。
雖然算是帝國境內較偏遠的小鎮，領主爵位也低。但靠著舒華澤家與帝國皇室的良好交情，仍在國內保有一定的影響力和聲望。城鎮自豪的溫泉名勝也吸引了不少來此療癒身心的旅客。
茱莱特區
位於帝國西北海岸的舊自由都市。原為獨立小國「茱萊市國」，但《閃2》1204年8年前在鐵血宰相的計畫下被合併成為帝國政府直轄地。是8月特別實習時VII班B組成員的第一實習地。
加雷利亞要塞（Garelia Fortress）
位於埃雷波尼亞帝國東部邊境，是在山岳地帶開鑿山壁建造成的大型軍事要塞。
自古以來始終作為對抗卡爾瓦德共和國的軍事重地。七耀曆1199年要塞新增了強力武裝「列車砲」兩門，射程可直擊克洛斯貝爾市，其破壞力可在2小時內殲滅克洛斯貝爾50萬的總人口。
此舉讓帝國、共和國及克洛斯貝爾自治州三方地區之軍事緊張情勢直線上升。

### 其它相關地區
諾爾德高原（Nord Highlands）
位於帝國東北，躍過艾森卡爾德連峰後的廣闊高原地帶。
自古以來，游牧民族在此生活，他們靠著牧羊與養馬維生。帝國與共和國皆主張其所有權，但因嚴酷險峻的地形，貿易路線也不發達，兩國對立關係也沒有那麼嚴重。
諾爾德的游牧聚落（Nord Nomadic Village）
位於高原地區的中央位置，蓋烏斯的故鄉。
以被稱作「蓋爾」的移動式住宅所構成，隨季節移動。與帝國的關係是老交情，與駐守高原的帝國軍與國境師團關係也很良好。也流傳著是以前德萊凱爾斯大帝年輕時，流浪的盡頭等逸聞。
哈梅爾村
以前為帝國最南方的村落，十年前因故而從地圖消失。
克洛斯貝爾州（Crossbell State）
原克洛斯貝爾自治州，夾在埃雷波尼亞和卡爾瓦德兩大國之間發展起來的貿易都市。在一年前被併入帝國， 由帝國貴族盧法斯·艾爾巴雷亞所統治。但是併入後的事情仍未解決，還開始流傳著出現了打算解放克洛斯貝爾的反叛軍的流言。

### 歷史
獅子戰役
七耀曆947年至952年7月4日，發生在埃雷波尼亞帝國的王位繼承戰爭。
戰勢波及帝國全境，然而一位名為「莉安娜·桑德羅特」的金髮女性武人出面以中立的身份號召結束戰亂，率領「鐵騎隊」平息戰事後恢復了帝國和平，後人稱這位女性為「槍之聖女」。
戰爭結束後由後世稱為帝國中興之祖的皇子德萊凱爾斯成為埃雷波尼亞帝國皇帝。
「槍之聖女」莉安娜·桑德羅特（Lianne Sandlot）
為250年前「獅子戰役」的結束付出了極大貢獻的「救國之聖女」。
率領名為「鐵騎隊」一騎當千的勇士們，奔馳於戰場並引導和平。帝國在其幫助下結束內戰，但在德萊凱爾斯大帝即位後，卻離奇身亡。
有在戰中負傷也有遭到暗殺等眾說紛紜的原因，作為悲劇的女性於帝國相當有名。

### 組織
詳細請參考：軌跡系列用語列表 組織
托爾茲軍官學院（Thors Military Academy）
位於帝都附近的城市托利斯塔。230年前由帝國中興之祖「德萊凱爾斯大帝」所創設，以貴族子弟及平民出身的學生都能入學，培育不被身份所拘束的人才為目標。
最初是主要為了讓學生學習近代戰術，及火藥式槍械及大砲等新式武器而成立的正規軍事學院。現代則保留其形式，注重於培養新時代所需的優秀人才。是帝國數一數二的菁英名校。
受到國內貴族派與革新派的對立影響，校內的理事也分為兩派。而受到優待且實力兼備的白色制服貴族學生們，也與遭受差別待遇的綠色制服平民學生們之間時常有所摩擦，大小紛爭不斷。
班級與制服的顏色代表身份不同：I班、II班的白色制服為貴族子弟，III班、IV班、V班的綠色制服為平民出身，主角們所屬的VII班制服則為特製款式的深紅色。
特科班「VII班」（Artillery Class“VII”）
以運用新型戰術導力器「亞克斯（ARCUS）」為名義而實驗性設立的特別班。
選拔本班的學生時不受貴族或平民的出身所影響，也有來自海外的留學生，以深紅色的制服為其特徵。
學院對於學生希望體認某種程度的自主性，各自在服裝上有微妙的不同。
在特別實習時會再分成A班、B班兩組人馬，成員每次組成都不同，各自前往不同的地方進行實習課題。只有在7月夏至祭時，兩組成員都在帝都海姆達爾。
埃雷波尼亞帝國軍（Imperial Army of Elebonia）
由帝國皇帝統率，對皇帝效忠的帝國國軍。
擁有二十支以上的機甲師團，與卡爾瓦德共和國並列為西塞姆利亞大陸最大規模之軍隊。由萊恩福爾特企業的技術與扎克森鐵礦山的資源為後盾，近年來積極往近代化發展。
因為國土廣大，很注重陸軍的戰力，多年來都以戰車為主要武器。運用飛艇的技術不如利貝爾王國，但能活用商用飛行船支援。內戰結束後，接收了貴族派建造的巨大飛行戰艦「帕坦古艾」，運用其搭載大量武器（戰車、機甲兵等）及兵力火速兵不血刃佔領了克洛斯貝爾。未來勢必成為對周圍其他國家的一大威脅。
鐵路憲兵隊（Train Military Police（TMP））
由「鐵血宰相」吉利亞斯・奧斯本主導設立的正規軍精銳部隊。擁有鐵路網所及的每個帝國城鎮的刑事調查與治安管轄權。在與同為宰相設立的「情報局」高度合作下，得以盡速獲得犯罪情報，並活用遍布帝國全境的鐵路網快速出動，以卓越的效率維持各地治安。
但因時常插手過去多由貴族建立的私人領邦軍負責的地區性事務而不時發生對立。在《閃1》中雙方的緊張關係更是日漸攀升到頂點。而在《閃2》中因為作為鐵路網總樞紐的帝都淪陷，部隊行動遭到了嚴重的限制。但仍在優秀的幹部領導下與各地正規軍合作抗戰。
情報局（Intelligence Agency）
由「鐵血宰相」吉利亞斯・奧斯本所主導，專職國內外各種情報收集，情報操作及監控危險人物的諜報組織。
與密切合作的鐵路憲兵隊相反，是負責在檯面下為帝國政府執行各種祕密任務，以及擔任革新派聯絡通信的神祕機構。有零星傳聞其可能利用政治操作手段協助帝國擴張版圖，但無法證實。
萊恩福爾特社（Reinford Industry Group）
帝國境內最大，即使是在塞姆利亞大陸也是數一數二的巨大重工業製造商。
原先為中世紀起家的武器工房，但在半世紀以前受到導力革命的影響而急速成長。於鋼鐵、鐵路、槍砲、戰車等領域獨佔壓倒的大陸市佔率。
現任公司會長由亞莉莎的母親伊莉娜擔任。受到帝國軍近代化的影響，也著手進行高性能的軍事兵器製造，以及新式戰術導力器ARCUS的開發。
托利斯塔電台（Trista Radio Station）
由原任職於帝國時報社的編輯們與萊恩福爾特公司的原技師們合作創立的導力廣播電台，以自由的報導風氣著稱。在全體工作人員滿懷熱血的全力經營下，積極的在帝國各地的酒吧及酒館設立營運點，播放音樂節目、新聞報導、運動直播等節目。是近年來在帝國境內發展迅速的新興新聞媒體。
但是也被歷史悠久的傳統紙本報導媒體－帝國時報社視為眼中釘而向政府當局控訴。遭到實施「獨佔公共導力波」的管制，也開始陸續受到來自貴族的施壓及帝國軍情報局的關切等外部壓力。不過未來的發展仍值得期待。玩家在遊戲內特定時間也可以收聽此電台的廣播節目。
帝國時報社（Imperial Chronicle）
在帝國有著100年以上歷史，是國內規模最大的紙本新聞通信社。
從創立時期就以中產階級以上的階層民眾為主要讀者客群，也因此報導內容易於偏袒貴族勢力，過去不時會奉承貴族階級，但近年來因為鐵血宰相帶領政府進行多項成效卓越的改革，也不得不給予其肯定的報導，在新聞報導風向上陷入了迷惑。
對不被這種窘境拘束，自由報導的托利斯塔電台感到非常惱火，也有因此提報政府當局對其施壓。
聖亞斯特萊亞女子學院（St Astraia Girls' School）
位於海姆達爾高級社區，具有悠久歷史與傳統的正規女子學院。以獨角獸為校徽主題。
過去是專門開放給貴族千金們就讀的學校。近年來也開始接受平民資產階級的女學生入學，但目前為數不多。
黎恩的妹妹愛麗榭和其好友，艾爾芬皇女也就讀於此學校。
帝國解放戰線（Liberation Front of Empire）
帝國境內的恐怖組織，也是《閃1》中與VII班多次交鋒的反派勢力。其代表標誌上寫著「Imperio ad Priorem Formam（帝国をあるべき姿へ）」的口號。與貴族派聯手，鎖定以「鐵血宰相」吉利亞斯・奧斯本為中心的革新派進行武裝破壞行動。
范德爾家族
歷代負責保護皇族亞諾爾家族的武術名門家族。繼承了帝國國內兩大劍術流派之一「范德爾流」。玩家熟悉的家族成員有從小擔任奧利巴特皇子的護衛及防止他暴走的監護人等雙重責任的穆拉，還有其叔叔，帝國正規軍中最精銳部隊之一的第三機甲師團指揮官賽克斯中將，可謂人才輩出。
托爾茲軍官學院第二分校
托爾茲軍官學校在內戰結束後於帝國西部城鎮里布斯設立的分校。接納出於一些原因而入學的貴族子女和外國人和克洛斯貝爾的市民，以及在北方戰役中活躍的人物和有名的導力學者等各式各樣的人才。
與本校的I至VI的六個班級的存在所相對，分校則是設有戰術科VIII班與主計科IX班， 以及集結了極其少數一部分學生的特務科VII班這樣的三個班級。
特務科VII班
VII班是由作為教官的黎恩親自率領，期待能達成各式各樣的目的， 因此又集結了悠娜與庫爾特以及亞爾緹娜三人構成了小規模班級。其設立目的與曾經黎恩所屬的托爾茲軍官學院·特科班「VII班」似乎有著差別。

### 技術
ARCUS（（All-Round Communication & Unison System））
愛普斯泰恩財團與帝國萊恩福爾特社共同開發的新世代戰術導力器(強化使用者並可使用導力魔法的攜帶終端)，為雙方技術合作成果的一環。
共有九個裝設導力迴路的結晶孔，包含最中央的「核心迴路」。也搭載同期財團獨立製造的第五代戰術導力器「艾尼格瑪」的導力通訊功能。核心迴路同樣擁有《碧》中的「核心魔法」，然而與艾尼格瑪II的核心魔法有著不同之處。
最大的特徵是，使戰鬥中成員彼此產生共鳴的「戰術連接」功能，可進行高精密度的聯合攻擊。其效果隨彼此的羈絆深度及攻擊屬性而有不同的變化。
高速巡洋艦「卡雷賈斯」（Courageous）
紅色的飛行船。依利貝爾王國的「埃爾賽尤」打造的二號艦。
全長為埃爾賽尤號的1.5倍，然而因為強化裝甲因此速度有所下降。即使如此在帝國也以最快為豪。
經由奧利巴特皇子的各方奔走下，最終由萊恩福爾特社與蔡斯中央工房共同開發完成的帝國皇室御用巡洋艦。象徵了埃雷波尼亞帝國與利貝爾王國的友好證明。
銀臂（Agateram）
《閃1》中期登場的米莉亞姆・奧萊恩操作的銀色奇異傀儡，約兩亞矩高。
以不可思議的素材製成，某種程度下能自在地變形。
平時以透明狀態守護米莉亞姆，也能讓她搭乘進行高速飛行。其剛硬的手臂能施展出一擊粉碎巨大岩石的驚人攻擊。
光劍
《閃2》前期登場的亞爾緹娜・奧萊恩操作的藍黑色奇異傀儡，約兩亞矩高。基本上和米莉亞姆的銀臂是屬於同型的機體，據傳是在帝國少數地區投入使用的「戰術殼」的最新版。不僅製作技術優良，它還能透過特殊的語言和使用者溝通，是目前仍充滿未明謎團的新武器。

## 登場人物
在此只簡略介紹遊戲中可操控的登場角色，詳細人物介紹請參考：
- 帝國角色大多是德國姓名，因此譯名與英文發音略有不同[26]。

### 本傳

#### 主角
在《閃1》、《閃2》、《閃3》中全程可操控，且以其為玩家視角進行劇情開展。
黎恩·舒華澤（Rean Schwarzer，聲優：内山昂輝）《閃1》17歲《閃3》20歲
帝國北部貴族，舒華澤家的養子。
在七年前與「八葉一刀流」的老劍客雲·卡法伊相遇，成為了弟子並被傳授了劍術；但因為某個理由感受到了劍之道的極限，停留在被授予初傳階段。為了尋找新的道路而決定進入軍官學院就讀。
性格謙虛正直，有著跟誰都能融洽相處的特質。因而被班導師莎拉半強迫式的託付了VII班重心的角色，也多次善用自己的人際能力與超脫貴族與平民身分的中立態度，化解了班上同學間的衝突和心結，出色的讓出身背景大相逕庭的班級成員們凝聚成了一群向心力十足的好夥伴；然而私下不時會因為出身不明的養子身分流露出自卑感，雖然很感激養父母的養育之恩，也把他們視為真正的家人。但因為憂心是否會令家族名聲蒙羞，對於將來是否要繼承男爵家感到很徬徨。
《閃1》進入軍校就讀的同時也因為特別實習造訪帝國各個城鎮。
《閃2》在帝國內戰之中尋找失散的同伴。
《閃3》於內戰過後作為英雄在國內被人們稱作「灰色騎士」，軍校畢業後前往分校擔任教官。
《閃4》在帝都異變後被囚禁在帝都之底。

#### 主要角色群
閃1、閃2
以下8人是《閃1》與《閃2》主要角色群，也是兩作除主角外最常駐的可操控角色。
亞莉莎·萊恩福爾特（Alisa Reinford，聲優：堀江由衣）17歲
帝國最大武器製造商「萊恩福爾特」家的千金。
決定就讀軍官學院的理由是想尋求獨立，並想對身為公司會長的母親為了工作不顧家庭的行為進行抗爭。為了諷刺日益壯大的現代軍武家族產業，在學校的武術項目刻意選擇傳統的弓箭。從小就接受祖父及雇傭女僕的指導，鍛鍊出了相當不錯的本事。
與其可愛外貌相反，有話直說的個性容易讓人誤認為是個傲嬌大小姐。但其實她是個無法對身處於困境之中的人置之不理，充滿活力且熱心助人的好女孩。其出身背景讓她對機械和導力器等裝置都很熟悉。
艾略特·克雷格（Eliot Craig，聲優：白石涼子）16歲
帝國軍知名的猛將「紅髮的克雷格」之子。
原本的志願是就讀音樂學院但是遭到父親的反對，在折衷下進入了能夠利用課餘時間投入音樂社團活動的軍官學校。性格溫順善良且熱愛音樂。對於刀劍槍械似乎有排斥感，於是在學校必修的武術科目中選擇了萊恩福爾特公司汲取愛普斯泰恩財團的技術所研發出來的「通用型魔導杖」。
可愛的長相讓人完全聯想不到他父親會是帝國的知名武將。但是遇上音樂相關的事便會變得非常認真，能在無形中讓他人感受到其深藏的威嚴霸氣。
勞拉·S·亞爾賽德（Laura S Arseid，聲優：伊瀬茉莉也）17歲
在帝國與范德爾家並列為武門雙璧的亞爾賽德子爵的獨生女。
為了在武學之道上更加成長而進入軍官學校。從小在被譽為帝國最強劍士「光之劍匠」的父親指導下，以自身的天賦與努力修行。能夠自由自在地揮舞雙手大劍，實力在同屆新生中可說是排名第一。對劍術同道中人，「八葉一刀流」的黎恩頗感興趣。
性格凜然自信，不論男女性都能落落大方的與其相處。雖然因為從小熱衷練武而有些不懂人情世故或缺乏現代知識，但不會感到羞恥並努力改善。雖然是貴族出身，但在父親的身教下，不論是貴族或平民都能以平等的態度交往。
馬奇亞斯·雷格尼茲（Machias Regnitz，聲優：佐藤拓也）17歲
管理帝都革新派的雷格尼茨帝都首長之子。
個性嚴謹，認真求學的書生型。無論對自己或對他人都很嚴格，如果對於他人的作為有所不滿也一樣直言不諱。但是對貴族制及貴族學生有明顯的敵對意識，容易因此變得急躁衝動。使用的武器是霰彈獵槍。
以當年度第二名的考試成績入學，擔任VII班的副班長。在VII班剛成立時，他與名門貴族出身的尤西斯間的關係非常糟糕。甚至因此嚴重影響到特別實習課程的進行。雖然之後在黎恩的幫助下了解到對方的人品值得信任而解開心結，但仍然維持著不時互相挖苦的歡喜冤家關係。
尤西斯·艾爾巴雷亞（Jusis Albarea，聲優：立花慎之介）17歲
帝國四大名門之一，統領東部克魯琴州的艾爾巴雷亞公爵家次男。天生有著討小孩子歡心的體質。
從小就與其兄長學習傳統宮廷劍術，在入學當天的舊校舍闖關活動中展現出能獨自對付一群魔物的優秀身手。對馬術也有很深厚的興趣。與副班長馬奇亞斯從那天認識彼此開始就衝突不斷，雖然之後在黎恩的幫助下順利和解，但兩人仍是不時會互相鬥嘴。
儘管帝國近年來不滿貴族的民意逐漸增加，仍對自己的出身感到自豪。雖然平時的口吻有點傲慢但並不會做出惡意欺壓他人的舉動，也不喜歡別人因其貴族身份而特別禮遇他。
艾瑪·米爾斯汀（Emma Millstein，聲優：早見沙織）17歲
來自帝國邊境的平民女孩。
憑著最高成績進入獎學金制度充實的軍官學院，擔任VII班的班長。被馬奇亞斯視為學業上的勁敵。擁有由祖母傳授的豐富藥草知識，也對帝國古代的傳說及魔法等知之甚詳。和艾略特一樣使用魔導仗作戰，但有經過特殊調整的樣子。
個性文靜且溫和有禮，非常會照顧人，例如擔任學習進度較落後的菲的家教。也為班上處理各項事物，備受全體同學信賴。在對黎恩等舍友保密的情況下偷養了一隻名叫「瑟蕾奴」貓。
菲·克勞塞爾（Fie Claussell，聲優：金元寿子）15歲
進入學院前經歷不明，比其他同學們年幼兩歲的少女。
雖然體型是全班最嬌小的，卻意外擁有能自由穿梭舊校舍的優越體能。平常總是顯得有點疲倦的樣子，有著像貓一般到處都能睡覺的習慣。使用獨特的「雙銃劍」戰鬥。
乍看之下沉默寡言不易親近，但其實與人的交際能力不錯，能得到校醫和社團學姐等人充滿母愛的照顧。也會一本正經的開玩笑。過去似乎沒讀過主日學校，不擅長讀書，艾瑪與亞莉莎經常陪她做課後補習。
蓋烏斯·沃澤爾（Gaius Worzel，聲優：細谷佳正）17歲
來自帝國東北的「異鄉之地」諾爾德高原的外國留學生。獨特的褐色皮膚和高大的身形讓他在學生中格外好認。
在故鄉從小跟著教會的巡迴神父在主日學校認真上課，成績也不差。長大後感覺到故鄉也開始受到導力現代化及周邊國家紛爭的影響，基於想為保護家鄉盡一分力的心態，在駐守於當地的某位帝國軍將領的推薦下，不遠千里的離鄉進入軍官學院就讀。
個性認真踏實，身為家中的長子，很照顧弟弟妹妹們。從年幼起便開始幫忙家族歷代牧羊與養馬的生計，並以狼群為對手磨練使用十字槍的本事。能夠自由的揮舞等身長度的十字槍。雖然很能接受七曜教會的女神信仰，但對家鄉的傳統精靈信仰也十分虔誠。
閃3、閃4
庫爾特·范德爾（Kurt Vander，聲優：江口拓也）17歲
在范德爾家族有著一頭少見的青灰色的髮色，武器為雙劍。
本來對未來守護皇族的家族使命感充滿鬥志；然而在內戰結束後，范德爾家族由於奧斯本宰相的政策被解除了守護皇族的職責。失去了自己的目標。原來很失望的他打算辭退托爾茲學院的入學，在兄長穆拉的勸說下，迷茫地進入了第二分校特務科VII班。
悠娜·克勞弗德（Juna Crawford，聲優：東山奈央）17歲
舊克洛斯貝爾出身的少女，武器為旋棍槍。
因懂憬著解決了不少大事件的克洛斯貝爾警察「特務支援課」就讀了警察學校，但因為家鄉被帝國佔領後，她的夢想化作了泡影。而後她接受了某個人的意見，為了確認埃雷波尼亞帝國到底是不是真正的「侵略國家」，以克洛斯貝爾州市民的身份入學第二分校特務科VII班。
亞爾緹娜·奧萊恩（Altina Orion，聲優：種田梨沙→水瀨祈）《閃3》14歲
代號為「黑兔」的謎之少女。
被稱作黑免看似缺少感情的少女，與帝國軍情報局的少女米莉亞姆有著相同的姓氏，操作著黑色戰術殼「光劍」。內戰時期作為貴族聯合中的內應在各地開展特殊行動。內戰終結後，作為情報局特工完成各式各樣的任務。
《閃2》結束後在監視灰色騎士黎恩舒華澤同時， 也作為黎恩的同伴支援著他。
《閃3》在黎恩接受教官任命之時，也作為學生被派遣到第二分校。
妙婕·伊格瑞特（聲優：小清水亞美）16歳
西部名門伊格瑞特伯爵家出身，嚮往成為軍人的貴族少女，武器為魔導騎槍。
從聖亞斯特萊亞女學院輟學後，進入了第二分校主計科IX班。雖然舉止優雅成績優秀，但有著小惡魔一般的性格，因為對黎恩有興趣而不斷挑逗他。
亞修·卡拜德（聲優：前野智昭）17歳
成長於帝國西部有複雜身世的不良少年，武器為變形斧。
由系列中登場過的人物推薦入學，進入戰術科VIII班。對黎恩抱有針對心態不斷挑釁，有著狡猾刁鑽的戰鬥風格。

#### 協力者
閃1、閃2
主角與主要角色群以外的次要常駐角色，定位為主要角色們的支援者。只能在遊戲某些特定章節或劇情中操控。
克洛·安布斯特（Crow Armbrust，聲優：櫻井孝宏）19歲
軍官學院二年級的平民學生，黎恩等人的學長。
有點輕率且喜歡賭博，有著一抓到機會就會打賭的壞習慣，不過一到關鍵時刻會成為可以依靠的大哥般的存在。
《閃1》第五章時因一年級時學分不足，以為期三個月轉入VII班學習的形式補足學分。
米莉亞姆·奧萊恩（Millium Orion，聲優：小岩井小鳥）13歲
代號為「白兔」的謎之少女。
是個樂天且天真無邪的小孩，容易與人親近。操控著名為「銀臂」的銀色傀儡在帝國各地來回，所屬勢力與目的充滿謎團。
《閃1》第五章時臨時入學進入VII班。
莎拉·巴雷斯坦（Sara Valestin，聲優：豐口惠）25歲
擔任特科班「VII班」班導師的女性教官，曾是一名有著「紫電」之稱的遊擊士。
教給黎恩等人武術、ARCUS的運用法、實戰知識等；也以其自成一派的高超戰鬥能力為豪。
《閃1》第五章加雷利亞要塞事件時，短暫的加入隊伍中。
安潔莉卡·羅格納（Angelica Rogner，聲優：進藤尚美）19歲
軍官學院二年級的貴族學生，黎恩等人的學姊。
四大名門之一，統治北部諾帝亞州的羅格納侯爵家的獨生女。不穿著學院制服而是騎士裝，騎著導力摩托車四處兜風，是位作風自由奔放的美女，也修習著名為「泰斗流」的東方武術。
《閃1》第六章扎克森鐵礦山事件時，短暫的加入隊伍中。
托瓦爾·蘭德納（Tovar Randonneur，聲優：杉田智和）27歲
游擊士協會帝國支部的游擊士。
體能與武術水準都屬一般，但以超水準的速度施展各項導力魔法的高手身分而聞名。
《閃1》擔任位於雷格拉姆的遊擊士協會分部的負責人。
《閃2》協助了孤立無援的黎恩。
克蕾雅·利威爾特（Claire Rieveldt，聲優：松來未佑→小清水亞美）24歲
帝國軍鐵路憲兵隊的女性上尉軍官。
直屬宰相的「鐵血之子」其中一人。有著不像軍人的可愛容貌；但有著傑出的指揮與處理能力，而能完成各項作戰計畫，被稱作「冰之少女(Ice Maiden)」。
《閃2》暫時脫離部隊，秘密行動的同時也幫助著黎恩等人。
愛麗榭·舒華澤（Elise Schwarzer，聲優：後藤沙緒里）15歲
帝國北部貴族舒華澤男爵家的長女。
留著一頭長黑髮，散發著清秀且伶俐氣質的可愛少女。對於沒有血緣關係的哥哥黎恩抱持著特殊的情感。
《閃2》為了幫助哥哥黎恩，而以舒華澤家傳的劍術參與了戰鬥。
閃3、閃4
緹妲·拉賽爾（Tita Russell，聲優：今野宏美）16歲
天才導力學者拉賽爾博士的孫女。
利貝爾出身喜愛機械與導力技術的少女，就讀主計科「IX班」，得知帝國逐漸發生異變後，不顧母親反對做為交換學生來到第二分校，以自己的眼光確認機甲兵與戰術殼，並在施密特博士教導下學習。
阿加特·科洛斯納（Agate Crosner，聲優：近藤孝行）28歲
利貝爾王國出身的A級游擊士。
在帝國情報局的壓制下帝國協會分部接近毀滅狀態，作為奧利巴特皇子的外援，並為了尋找14年前百日戰爭起因的真相進入帝國。
緹歐·普拉托（Tio Plato，聲優：水橋香織） 16歲
愛普斯泰恩財團所屬的年輕研究主任，原克洛斯貝爾警察特務支援課成員。
在克洛斯貝爾被合併後一度回到財團本部，於同伴們決議回到克洛斯貝爾後，以年輕主任的身分回到克洛斯貝爾州，進行永恆系統的研究；在帝國的監視下暗中從事著連絡活動。
蘭迪·奧蘭多（Randy Orlando，聲優：三木真一郎） 24歲
赤色星座原獵兵，前克洛斯貝爾警察特務支援課成員，現戰術科VIII班教官。
在克洛斯貝爾被占領後，被分發到克洛斯貝爾警備部隊，與同伴暗中進行抵抗運動的準備，在某人的詢問下，為了尋找克洛斯貝爾獨立的可能性，而前往帝國。

### 外傳

#### 主角
在《閃2》的外傳中全程可操控，且以其為玩家視角進行劇情開展。
羅伊德·班寧斯（Lloyd Bannings，聲優：柿原徹也）21歲
原克洛斯貝爾警察「特務支援課」所屬的搜查官，前作《零》、《碧》的主角。
擁有著充滿正義感的熱血之心，以不屈的靈魂跨越無數的障壁，領導了特務支援課的成員共同解決了許多棘手的事件。
《閃2》在克洛斯貝爾被佔領後持續著抵抗活動。
《閃3》因為帝國的陰謀在克州米修拉姆方面被封鎖。在第二分校的活躍下找到機會成功逃出後，他對即將離開的黎恩等人送上聲援。
《閃4》為了克洛斯貝爾的獨立再次展開行動。

#### 主要角色群
閃2
莉夏·毛（Rixia Mao，聲優：佐藤利奈）20歲
彩虹劇團備受期待的新人，同時也是東方人街傳說中的暗殺者「銀」，擁有著雙重身分的少女。
《閃2》與羅伊德一同進行機密任務。
閃4
艾莉·麥克道爾（Elie MacDowell，聲優：遠藤綾）21歲
原「特務支援課」成員，也是克洛斯貝爾議長亨利·麥克道爾的孫女
以廣泛的知識與優秀的交涉手腕，支援著支援課的活動。克洛斯貝爾遭占領後，與帝國的重要人士RF社的亞莉莎進行了接觸，摸索著克洛斯貝爾的解放之道。
《閃4》為了探訪帝都異變的原因以及實現克洛斯貝爾解放的目標，與羅伊德展開了共同行動。

## 發售版本

### 日文版
由日本遊戲公司Falcom所開發。
|     | 標題                                  | 作業平台 | 儲存媒體  | 發行日期       | 備註                                       |
| --- | ------------------------------------- | -------- | --------- | -------------- | ------------------------------------------ |
| 閃  | 英雄傳說 閃之軌跡                     | PS3／PSV | BD／NVG卡 | 2013年 9月26日 | 預購特典版含廣播劇CD；初回特典含設定畫冊。 |
| 閃  | 英雄傳說 閃之軌跡（廉價版）           | PS3／PSV | BD／NVG卡 | 2014年6月26日  |                                            |
| 閃2 | 英雄傳說 閃之軌跡II                   | PS3／PSV | BD／NVG卡 | 2014年9月25日  |                                            |
| 闪3 | 英雄传说 闪之轨迹III                  | PS4      | BD        | 2017年9月28日  |                                            |
| 閃4 | 英雄傳說 閃之軌跡IV -THE END OF SAGA- | PS4      | BD        | 2018年9月27日  |                                            |

### 中文版
《閃1》、《閃2》由台灣索尼電腦娛樂（SCET）代理並中文化，《閃3》、《閃4》由台灣索尼互動娛樂（SIET）代理並中文化。
|     | 標題                                  | 作業平台 | 儲存媒體  | 發行日期      | 備註                                                                                       |
| --- | ------------------------------------- | -------- | --------- | ------------- | ------------------------------------------------------------------------------------------ |
| 閃  | 英雄傳說 閃之軌跡                     | PS3／PSV | BD／NVG卡 | 2014年6月24日 | 限定廣播劇CD同捆版中附贈广播剧CD（含中文台词剧本）；预购特典为：设定集、咪西吊飾、資料夾。 |
| 閃2 | 英雄傳說 閃之軌跡II                   | PS3／PSV | BD／NVG卡 | 2014年9月25日 | 限定广播剧CD同捆版                                                                         |
| 閃3 | 英雄傳說 閃之軌跡III                  | PS4      | BD        | 2018年11月1日 |                                                                                            |
| 閃4 | 英雄傳說 閃之軌跡IV -THE END OF SAGA- | PS4      | BD        | 2019年3月7日  |                                                                                            |

### 英文版
|     | 標題                                                               | 作業平台 | 儲存媒體  | 發行日期                                    | 備註  |
| --- | ------------------------------------------------------------------ | -------- | --------- | ------------------------------------------- | ----- |
| 閃  | The Legend of Heroes: Trails of Cold Steel                         | PS3／PSV | BD／NVG卡 | 2015年12月22日（北美）2016年1月29日（歐洲） |       |
| 閃2 | The Legend of Heroes: Trails of Cold Steel II                      | PS3／PSV | BD／NVG卡 | 2016年9月6日                                |       |
| 閃  | The Legend of Heroes: Trails of Cold Steel                         | PC       |           | 2017年8月2日                                | Steam |
| 閃2 | The Legend of Heroes: Trails of Cold Steel II - All Casual Clothes | PC       |           | 2018 年2月15日                              | Steam |

## 主題曲
| 遊戲       | OP／ED | 曲名               | 主唱       | 作詞                  | 作曲                  | 編曲       | 演奏                       |
| ---------- | ------ | ------------------ | ---------- | --------------------- | --------------------- | ---------- | -------------------------- |
| 閃之軌跡   | OP     | 迈向明日的鼓動（） | 小寺可南子 | 神藤由東大 & 一二三恭 | Falcom Sound Team jdk | 神藤由東大 | 吉他：寺前甲、Bass：榎本敦 |
| 閃之軌跡   | ED     | I miss you         | 小寺可南子 | 一二三恭              | Falcom Sound Team jdk | 上倉紀行   | 吉他：宮崎大介             |
| 閃之軌跡II | OP     | 閃光的行蹤（）     | 小寺可南子 | 一二三恭              | Falcom Sound Team jdk | 小寺可南子 |                            |
| 閃之軌跡II | ED     | I'll remember you  | 佐坂めぐみ | 一二三恭              | Falcom Sound Team jdk |            |                            |
| 閃之軌跡Ⅲ  | OP     | 归宿（）           | 佐坂めぐみ |                       |                       |            |                            |
| 閃之軌跡Ⅲ  | ED     | 悲傷的迴響（）     | 末廣優里   |                       |                       |            |                            |
| 閃之軌跡Ⅳ  | OP     | 迈向明日的轨迹（） | 佐坂めぐみ |                       |                       |            |                            |
| 閃之軌跡Ⅳ  | ED     | 爱之诗（）         | 末廣優里   |                       |                       |            |                            |

## 週邊企劃
以下產品皆以日本地區發售日期為主。

### 音樂專輯
| 專輯標題                           | 編號 | 發售日         | 備註                             | 出處   |
| ---------------------------------- | ---- | -------------- | -------------------------------- | ------ |
| 明日への鼓動                       |      | 2013年 8月21日 | 在iTunes、Amazon MP3、mora發售。 | [ 29 ] |
| 閃の軌跡オリジナルサウンドトラック |      | 2013年12月13日 | 於Falcom官方網站將會先行發售。   | [ 30 ] |

### 廣播劇CD
英雄傳說 閃之軌跡 歸鄉 〜迷惘的盡頭〜
2013年9月26日 《閃1》遊戲限定版同組發售。
將未能加入遊戲中的重要劇本完全廣播劇CD化，劇本時間點在《閃1》第六章到終章之間。
英雄傳說 閃之軌跡II 〜邊境之里亞爾斯塔〜
2014年9月25日 《閃2》遊戲限定版同組發售。
以《英雄傳說VII》廣播劇「英雄傳説 零之軌跡 前傳 -審判的指環-」中登場的村落亞爾斯塔為故事舞台。

### 漫畫
英雄傳説 閃之軌跡
《閃》的漫畫化作品。作者為さがら梨々。

### 小說
英雄傳說 閃之軌跡 心靈交錯
作者 草薙アキ。小說插圖由YahaKo擔當。

## 動畫《英雄傳說 閃之軌跡 北方戰役》
2021年3月10日宇峻奧汀與智寶國際發表取得閃之軌跡系列遊戲與動畫的改編權利，在閃之軌跡的遊戲故事基礎上改編，以新故事新角色來描寫塞姆利亞大陸西部的故事，並將以改編的動畫為基底，推出全新的改編遊戲；Falcom社長表明相當期待原作遊戲中沒有描寫到的故事，在動畫中會有什麼表現。
2022年1月31日公布動畫名稱為《英雄傳說 閃之軌跡 北方戰役》，由龍之子製作負責製作，將以原創女主角拉薇安·溫斯蕾（ラヴィアン・ウィンスレット）為視點描述時間點位於《閃2》至《閃3》之間，以諾森比亞自治州為舞台的故事。
动画于2023年1月起在日本电视台、日本DMM TV网站、中国Bilibili网站、美国Crunchyroll网站播出。

### 製作人員
- 原作、監修：日本Falcom（英雄傳說 閃之軌跡系列）
- 監督：佐藤英一
- 動畫劇情考証：恵村まお
- 系列構成：リョウガヒデキ、恵村まお
- 原創角色設計：原將治
- 角色設計：大澤美奈
- 次要角色設計：諏訪壯大
- 道具設計：枝松聖、原由知、小川浩
- 美術設計：平澤晃弘
- 美術監督：內藤健（Studio Tulip）
- 色彩設計：村田惠里子（Graphinica）
- 顯示圖形/2D設計：齋藤睦（Graphinica）
- 攝影監督：齊藤崇夫（Graphinica）
- CG監督：乙部善弘
- 剪輯：松原理惠（瀨山剪輯室）
- 音響監督：濱野高年
- 音響效果：倉橋裕宗
- 音響制作：Magic Capsule
- 音樂：伊藤翼
- 音樂制作人：木皿陽平（Stray Cats）
- 音樂制作：Stray Cats
- 企劃、制作人：劉信、末平朝、李旎、Ming H.Chan、Tom Hsu、Joe Teng
- 制作人：孫守頤、Adam Zehner、楊建利、Diana Liu、熊田洋
- 動畫統括制作人：柳橋基治
- 動畫制作人：後藤廣光
- 動畫制作：龍之子製作
- 出品：閃之軌跡NW制作委員會

### 各話標題
| 話數 | 日文標題                     | 中文標題                     | 劇本     | 分鏡                       | 演出              | 作畫監督 | 總作畫監督    |
| ---- | ---------------------------- | ---------------------------- | -------- | -------------------------- | ----------------- | --- | ------------- |
| #01  | 誰そ彼は……黃昏の英雄         | 屹立於彼方之人為……黃昏的英雄 | 涼村千夏 | 佐藤英一                   | 五月女有作        | 下村壽士、德田夢之介 臼田美夫、服部憲知 Jiang liang、Wang meng                                               | 原將治        |
| #02  | 集いし不快な漆黒             | 盤踞的黑暗陰霾               | 涼村千夏 | 佐藤英一 橫內一樹          | 橫內一樹          | 下村壽士、河原久美子 松下清志、青木真理子 坪田慎太郎、光之園動畫                                             | 德田夢之介    |
| #03  | 闇に覆われた紺碧への招待     | 前往紺碧之淵的邀請           | 大西信介 | 中山岳洋                   | 上野史博          | Lee Seong-jin Hwang Seong-won Shin Eu-na Kim Min-ja Lee Eun-young                                            | 小美野雅彥    |
| #04  | 青い結晶の打ち解け           | 渙然而釋的藍色結晶           | 平松正樹 | 飯田崇                     | 則座誠            | 陳力浩、池田龍也 鐮倉宏也                                                                                    | 原將治        |
| #05  | 灰色の旅の果てに             | 灰色之旅的盡頭               | 涼村千夏 | 佐藤英一 西田正義          | 五月女有作        | 松下清志、坪田慎太郎 片岡惠美子、松下純子 服部憲知、武田薰 久利弘志                                          | 德田夢之介    |
| #06  | 紅蓮に燃えさかりし記憶       | 鮮紅火焰里的記憶             | 大西信介 | 橫內一樹                   | 橫內一樹          | 松下清志、坪田慎太郎 ハンミンギ、青木真理子 二上由佳子、光之園動畫                                           | 小美野雅彥    |
| #07  | 重ね塗られた鉛色の真実       | 層層相掩的鉛灰真相           | 平松正樹 | 小寺勝之                   | 門田英彥          | 武口憲司、kwon yong sang                                                                                     | 原將治        |
| #08  | 決意の間、白茶けた城下       | 決意之時 褪色的城下          | 恵村まお | 西田正義                   | 粟井重紀          | 坪田慎太郎、松下清誌 河原久美子、服部憲知 久利弘誌、松下純子 片岡惠美子、二上由佳子 青木康哲、Revival 川島尚 | 小美野雅彥    |
| #09  | 命運盡きて尚果てぬ蒼白な呪い | 命運盡頭的蒼白詛咒           | 大西信介 | 佐藤英一                   | 矢野孝典 佐藤英一 | Lee Seong-jin Kang Hyeong-guk Shin Eu-na Kim Jin-young Kim Jong-suk                                          | 原將治 川島尚 |
| #10  | 穗の香が導く再起の銀         | 穗香指引重逢之銀             | 平松正樹 | 小寺勝之                   | 上野史博          | Kang Hyeong-guk Kim Jong-suk Shin Eu-na Kim Min-ja                                                           | 德田夢之介    |
| #11  | 騎神、鈍色へ降り立つ         | 騎神 降臨深灰之中            | 恵村まお | 日下直義                   | 五月女有作        | 原田一郎、迫江沙羅 慧敏、明光、景阿尼                                                                        | 德田夢之介    |
| #12  | 真白に染まる                 | 染至純白                     | 恵村まお | 佐藤英一 小寺勝之 西田正義 | 安藤健            | 青木康哲、ハンミンギ 松下清誌、青木真理子 坪田慎太郎、高田晃 明光、景阿尼、慧敏                              | 原將治 川島尚 |

### 相關音樂
片頭曲（OP）
The story so far
歌、作詞：秋田知里（MIT GATHERING）
作曲、編曲：鳴瀬シュウヘイ
片尾曲（ED）
凜凜英雄（proud hero）
歌、作詞：中川奈美（MIT GATHERING）
作曲、編曲：山口朗彥

### 衍生作品
手機RPG『英雄伝説 閃の軌跡：Northern War』，由開發曉之軌跡的宇峻奧汀(USERJOY)制作。

## 關連項目
- Falcom
- 英雄傳說系列
- 軌跡系列
- 英雄傳說VI 空之軌跡（FC - SC - the 3rd）
- 英雄傳說VII（零之軌跡 - 碧之軌跡）

## 外部連結
- （日語）英雄傳說 閃之軌跡 官方網站 （页面存档备份，存于）
- （日語）英雄传说 闪之轨迹I：改 官方网站 （页面存档备份，存于）
- （日語）英雄傳說 閃之軌跡II 官方網站 （页面存档备份，存于）
- （日語）英雄传说 闪之轨迹II：改 官方网站 （页面存档备份，存于）
- （日語）英雄傳說 閃之軌跡III 官方網站
- （日語）英雄傳說 閃之軌跡IV 官方網站 （页面存档备份，存于）
- （日語）电视动画《The Legend of Heroes 闪之轨迹 Northern War》官方网站 （页面存档备份，存于）
  - （简体中文）英雄传说：闪之轨迹 哔哩哔哩番剧